# کاسپ کارابلی
کاسپ کارابلی یا لبه کارابلی توبرکل کارابلی یا توبرکل آنومال جورج کارابلی، یک لبه کوچک اضافی در گوشه زاویه مزیوپالاتال (میانی-کامی) دندان‌های آسیای اول فک بالا است. این کاسپ اضافی معمولاً در دندان آسیای بزرگ اول دیده می‌شود و در مولار دوم و سوم به طرز قابل ملاحظه‌ای کوچک می‌شود. در بعضی افراد، این کاسب اصلاً وجود ندارد و در آن‌هایی هم که وجود دارد، در انواع اقسام فرم‌ها دیده می‌شود. در بعضی موارد، لبه کارابلی در اندازه، با کاسپهای اصلی رقابت می‌کند. بقیه فرم‌های مختلف شامل ریج، گودالچه و شیار می‌باشد. این کاسب برای اولین بار در سال ۱۸۴۲ توسط جورج کارابلی مجارستانی، دندانپزشک دربار امپراتور اتریش، شناخته شد.
داشتن کاسپ کارابلی ارثی است. کرائوس (۱۹۵۱) بیان کرد که هموزیگوتی ژن‌ها مسئول ایجاد توبرکل (برآمدگی) است در حالی که هتروزیگوتی ژن‌ها به داشتن مقدار کم و سطحی شیار، فرورفتگی، برآمدگی و کوژی (تحدب) دندان‌ها می‌انجامد. تحقیقات بعدی نشان می‌دهد که داشتن کاسپ کارابلی به ژن‌های مختلف (چند ژنی بودن) بستگی دارد. شایع‌ترین نقطه مشاهده شده این کاسب، در بین اروپایی‌ها (۷۵ تا ۸۵٪) است و کمیاب‌ترین نیز، در بین ساکنین جزایر اقیانوس آرام است.
این کاسب همچنین امکان دارد در گربه و سگ نیز دیده بشود.